# Estadio Municipal de Butarque
Das Estadio Municipal de Butarque (durch Sponsorenvertrag offiziell Estadio Ontime Butarque) ist ein Fußballstadion in der spanischen Stadt Leganés, Autonome Gemeinschaft Madrid. Es ist die Heimspielstätte des Fußballvereins CD Leganés. Benannt ist es nach der Virgen de Butarque Coronada (deutsch Gekrönte Jungfrau von Butarque).

## Geschichte
Das Estadio de Butarque wurde am 14. Februar 1998 mit einer Begegnung zwischen der Heimmannschaft und Deportivo Xerez eingeweiht (1:1) und ersetzte das Estadio Luis Rodríguez de Miguel, das für den damaligen Zweitligisten CD Leganés zu klein geworden war. Die Spielstätte verfügt über eine überdachte Haupttribüne auf der Ostseite, die restlichen Ränge sind oval um das Spielfeld angeordnet. Die Baukosten lagen bei 700 Mio. Pts.
Seit dem November 2014 ist die Anlage mit einer elektronischen Anzeigetafel in der Größe 7 × 3 Meter ausgestattet. Neben dem Stadion liegt der Fußballplatz „Anexo de Butarque“, wo die zweite Mannschaft (CD Leganés "B") und andere Jugendmannschaften spielen. Dieser Platz besteht aus Kunstrasen. Neben der Austragung von Fußballspielen dient das Stadion auch als Veranstaltungsort für Konzerte und Musikfestivals.
Ende Juli 2025 unterzeichneten der Verein und das Logistikunternehmen Ontime einen Sponsoringvertrag über den Stadionnamen. Bis 2029 wird die Spielstätte Estadio Ontime Butarque heißen. Möglich wurde diese Vereinbarung durch einen im Februar des Jahres mit der Stadt abgeschlossenen Stadion-Konzessionsvertrag über die Dauer von 50 Jahren bis 2075. Zur Saison 2025/26 wird das Butarque, aufgrund des großen Zuschauerzuspruchs, mit einer mobilen Zusatztribüne um 1300 Plätze auf fast 14.500 Zuschauerplätze erweitert.

## Lage und öffentliche Verkehrsmittel
Das Estadio de Butarque liegt im Norden der Gemeinde Leganés, umringt von den Straßen Calle Arquitectura, Calle Minería und Paseo de la Ermita. Das Stadion kann über die Buslinien 482, 483 und 488 erreicht werden. Unweit der Spielstätte befindet sich die Station Zarzaquemada der Linie C-5 der Cercanías Madrid sowie die Haltestellen San Nicasio und Julián Besteiro der Metro-Linie 12.

## Galerie

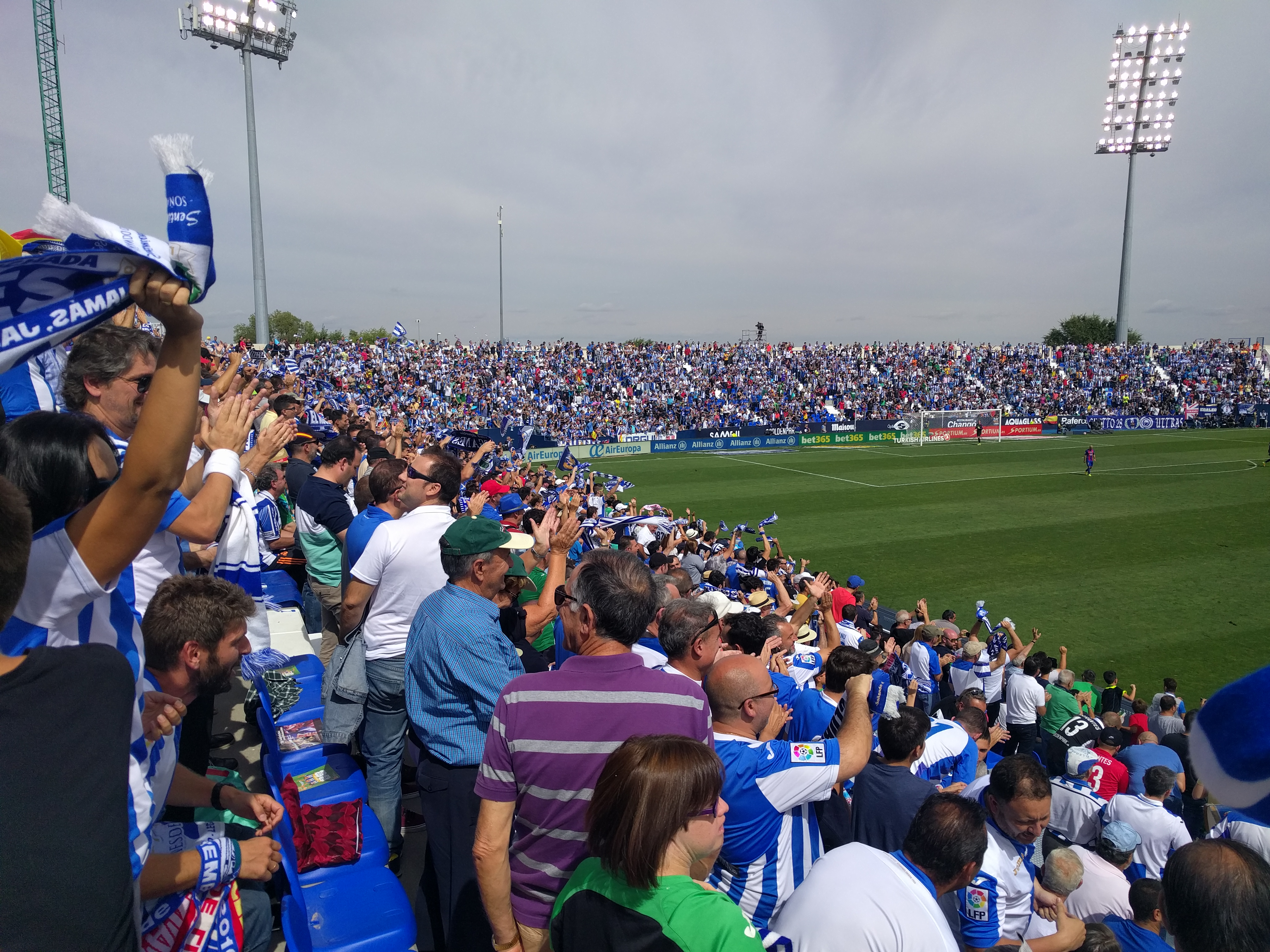
Tor gegen den FC Barcelona (2016)
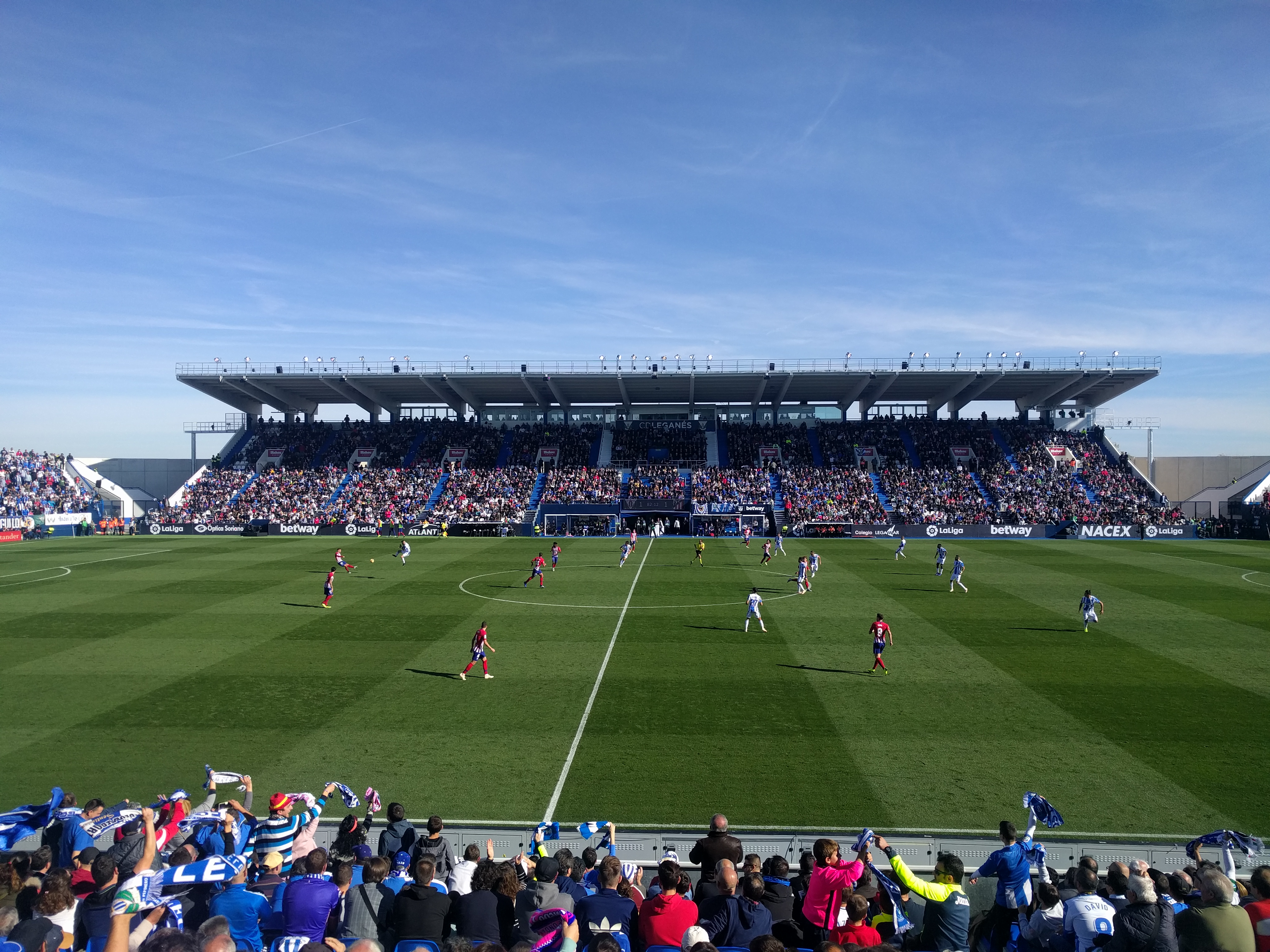
Spiel gegen Atlético Madrid (2018)
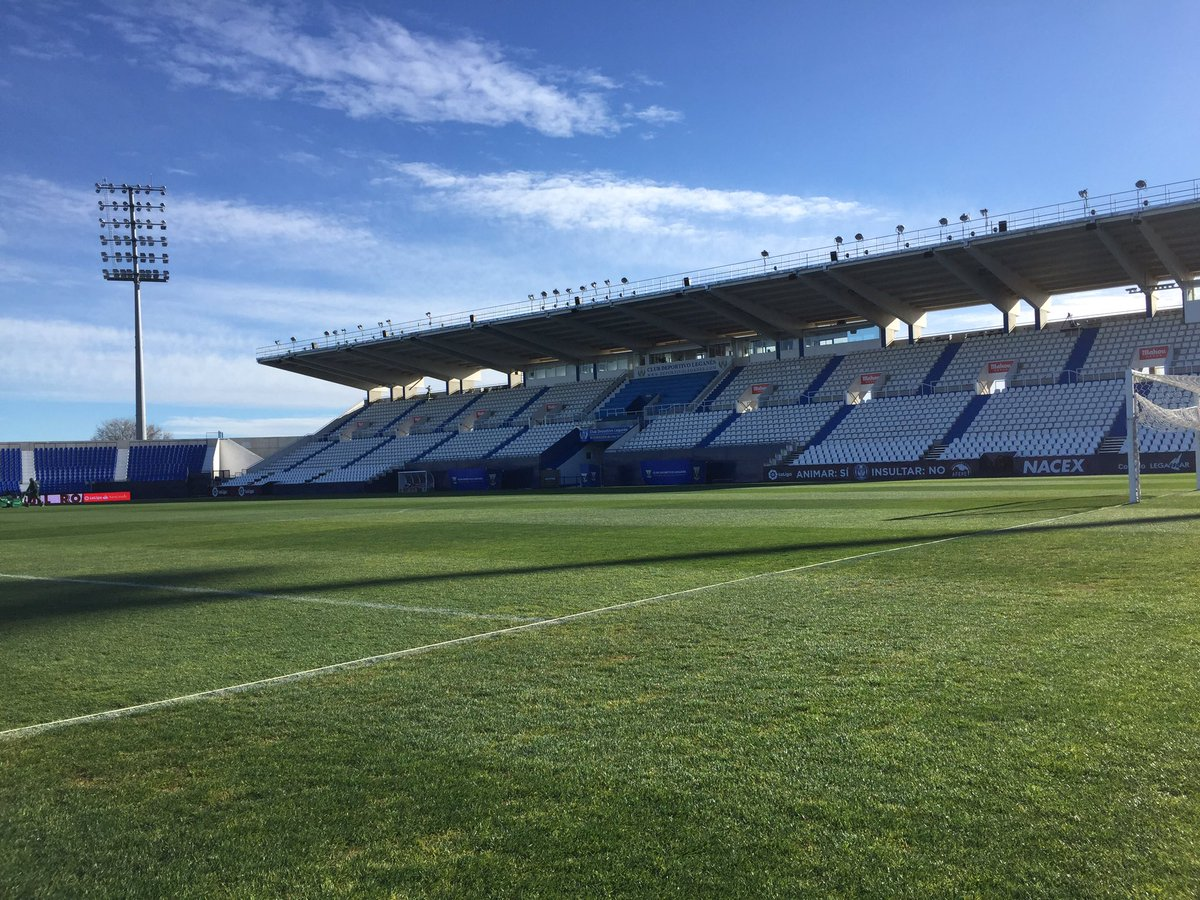
Blick auf die Haupttribüne
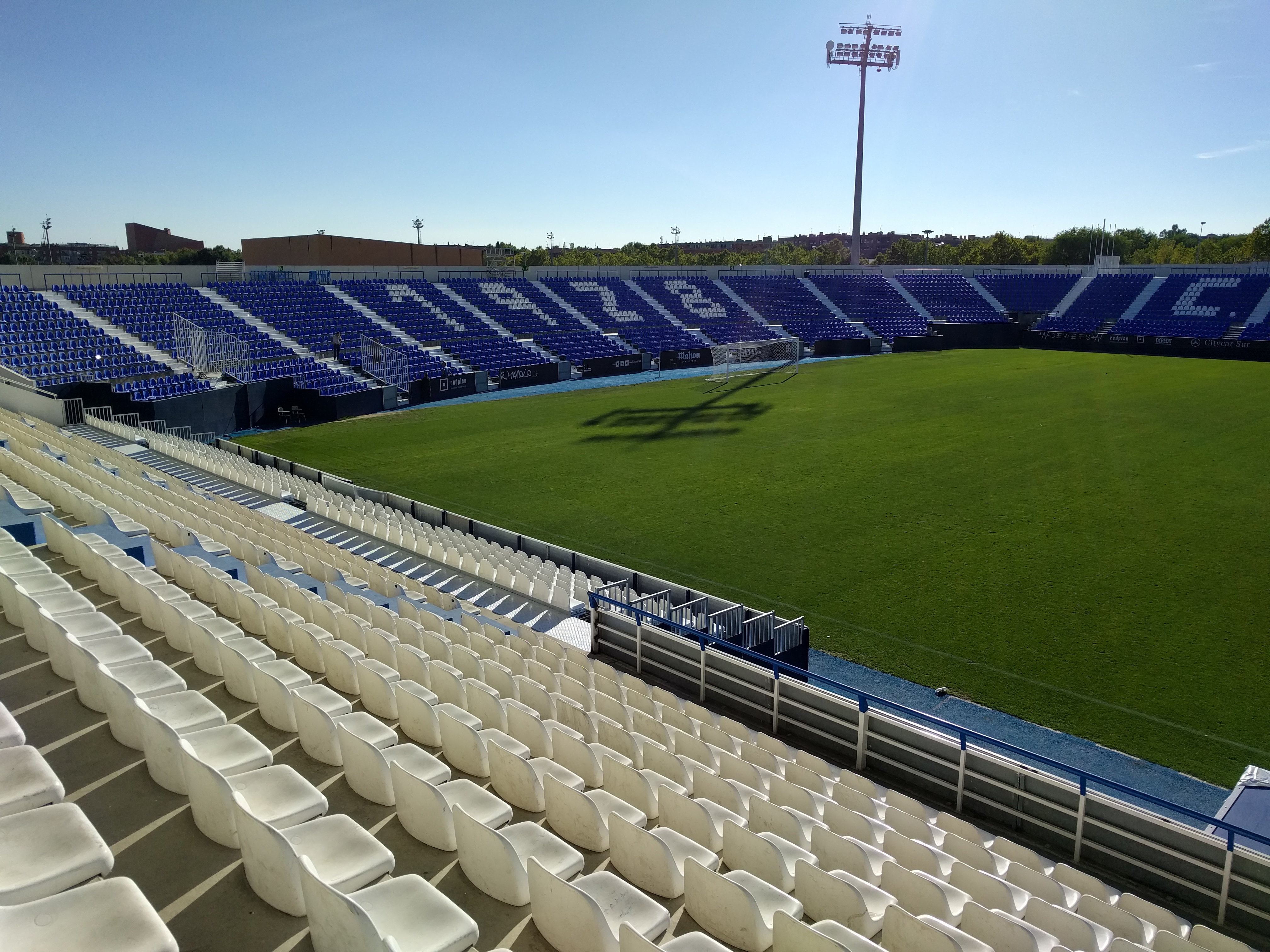
Blick auf die Südtribüne